# Novyj Urgal
Novyj Urgal (in russo Новый Ургал?) è un insediamento di tipo urbano della Russia, situato nel Territorio di Chabarovsk. Si trova nel distretto Verchnebureinskij.
La località si trova 28 km a ovest del centro amministrativo del distretto Čegdomyn, sulla riva sinistra del fiume Urgal, circa 6 km prima della sua confluenza nella Bureja.